# Bex
Bex (hist. Beis) − miejscowość i gmina (commune) w zachodniej Szwajcarii, w kantonie Vaud, w okręgu (district) Aigle. Leży w dolinie Rodanu, na jego prawym brzegu, u ujścia do niego potoku Avançon.

## Historia
Osadnictwo ludzkie w tej części doliny Rodanu liczy już ok 3 tys. lat. Prace melioracyjne, podejmowane w 1791 r. na brzegu małego jeziora Luissel na południe od centrum miasta, mające na celu wydobycie torfu, pozwoliły odkryć bogato zdobione przedmioty, obecnie datowane na koniec późnej epoki brązu (X-IX wiek p.n.e.). Od XI wieku Bex wraz z całym Chablais znalazło się pod panowaniem dynastii sabaudzkiej. Po wojnie burgundzkiej od 1476 r. pod kontrolą Berneńczyków, na mocy traktatu w Lozannie (15 października 1564 r.) cały kraj Vaud został potwierdzony jako własność Berna. W 1528 r. wprowadzono tu reformację. Wielu mieszkańców opuściło wioskę i udało się do sąsiedniego kantonu Valais, który pozostał katolicki, lub potajemnie uczestniczyło we mszach w Saint-Maurice. Parafia katolicka powstała w Bex dopiero w 1870 roku.

## Demografia
W Bex mieszka 8080 osób. W 2021 roku 32,1% populacji gminy stanowiły osoby urodzone poza Szwajcarią. 

## Transport
Przez teren gminy przebiegają autostrada A9 oraz drogi główne nr 9 i nr 21. 
Znajduje się tutaj również lotnisko Bex.

## Kopalnia soli
Wzmianki o istnieniu w Bex źródeł słonej wody pojawiały się już w XV w. Od 1684 roku eksploatowane są w Bex złoża soli kamiennej. Jednocześnie od połowy XVIII w. tutejsze kopalnie stają się coraz popularniejszym celem wycieczek turystycznych. Przybywały tu takie postacie Oświecenia, jak Jean-Jacques Rousseau (1754), Horace-Bénédict de Saussure i Giacomo Casanova (1760). Cesarzowa Maria Ludwika wraz ze świtą zwiedziła kopalnie w lipcu 1814 roku, a Alexandre Dumas w roku 1832. W 1834 r. kopalnie odwiedził Juliusz Słowacki, który relacjonując wycieczkę w liście pisanym z Genewy w dniach 21-23 sierpnia do swojej matki, Salomei Bécu, pisał: ...pół mili prawie szliśmy podziemnymi drogami, niosąc w rękach lampy żelazne..
Kopalnia, na którą składa się ponad 50 km chodników, komór i sztolni, ciągle jest miejscem wydobycia surowca. Jednocześnie jest również w dalszym ciągu dostępna do zwiedzania. Panuje w niej stała temperatura ok. 18 °C. Muzealne ekspozycje przedstawiają historię kopalni i metod wydobywania soli. Elementem trasy zwiedzania jest przejazd wagonikami podziemnej kolei.

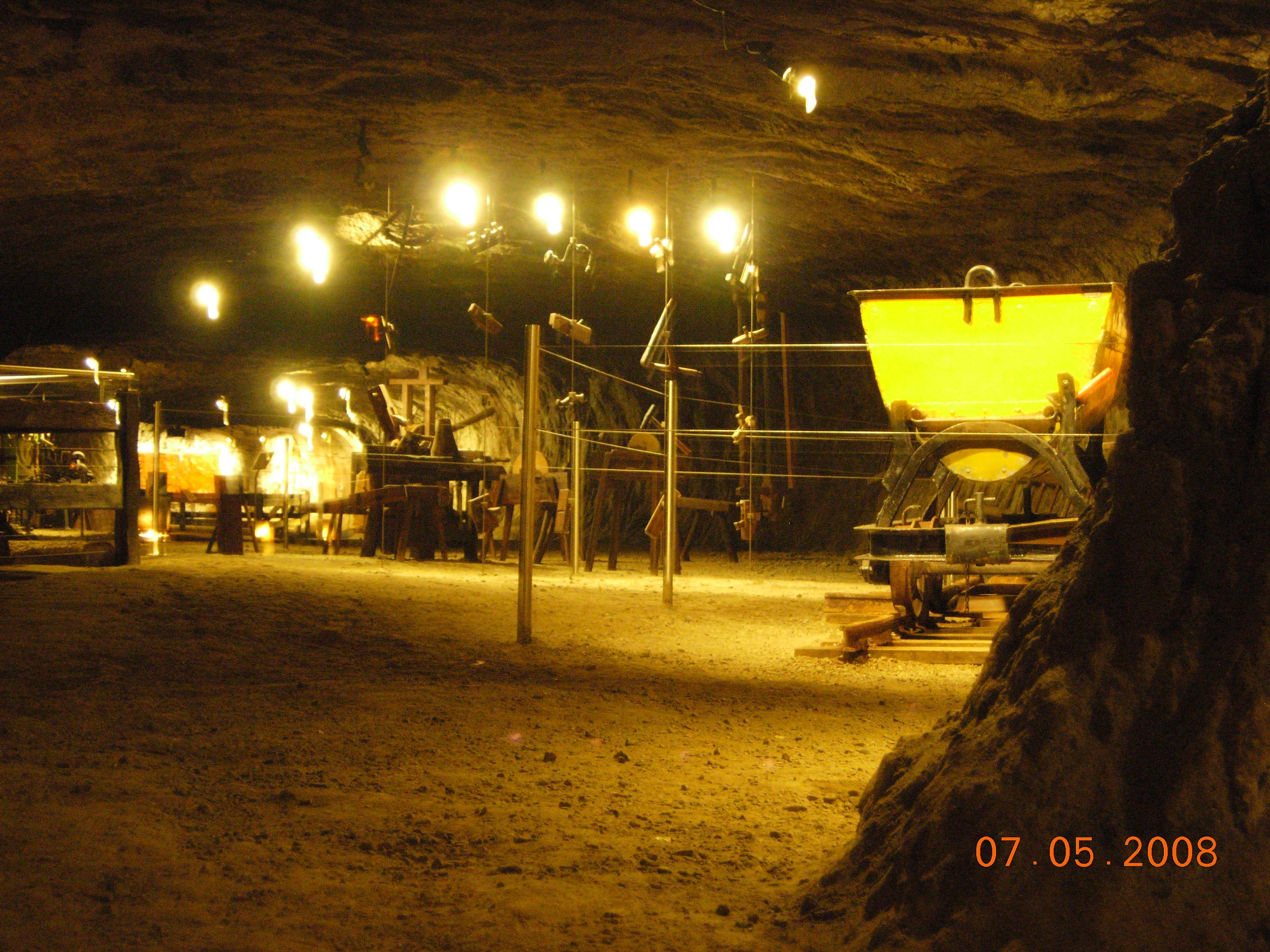
Komora w kopalni soli - ekspozycja muzealna

## Współpraca
Miejscowość partnerska:
- Tuttlingen, Niemcy